# Neva (motorfiets)
Neva is een historisch Frans motorfietsmerk.
De bedrijfsnaam was: Ets. Moteurs et Motorcycles Néva, Grenoble.
Neva was een klein Frans merk dat in 1926 en 1927 motorfietsen met de 347 cc Anzani-kopklepmotor produceerde.